# Masdevallia heideri
Masdevallia heideri är en orkidéart som beskrevs av Willibald Königer. Masdevallia heideri ingår i släktet Masdevallia och familjen orkidéer.
Artens utbredningsområde är Bolivia. Inga underarter finns listade i Catalogue of Life.